# Proceedings of the American Mathematical Society
Proceedings of the American Mathematical Society – czasopismo naukowe o tematyce matematycznej (miesięcznik) wydawane przez Amerykańskie Towarzystwo Matematyczne. Artykuły zamieszczane w czasopiśmie nie mogą być dłuższe niż 15 stron. Czasopismo znajduje się na tzw. liście filadelfijskiej.